# 제1회 아시아 국제 청소년영화제
제1회 아시아 국제 청소년영화제는 2004년 11월 16일에 열린 시상식이다.

## 수상 및 후보

### 온누리상
- Step by step - 일본영화학교 수상

### 된바람상- 높새부
- Tears - 북경예술대학 수상

### 흔들바람상- 높새부
- 원고지 - 계원예술고등학교 수상

### 산들바람상- 높새부
- 침묵의 기록 - 서울예술대학 수상

### AIYFF 감독상
- 효다방의 무조건 거래 - 박원지 수상